# Ishaan Khatter
Ishaan Khatter (Mumbai, 1º novembre 1995) è un attore indiano.

## Filmografia

### Cinema
- Giù a casa dai miei (Vaah! Life Ho Toh Aisi!), regia di Mahesh Manjrekar (2005)
- Udta Punjab, regia di Abhishek Chaubey (2016)
- Beyond the Clouds, regia di Majid Majidi (2017)
- Dhadak, regia di Shashank Khaitan (2018)
- Khaali Peeli, regia di Maqbool Khan (2020)

### Televisione
- Il ragazzo giusto (A Suitable Boy), regia di Mira Nair e Shimit Amin – miniserie TV (2020)
- The Perfect Couple, regia di Susanne Bier – miniserie TV (2024) doppiato in italiano da Gianluca Cortesi

## Riconoscimenti
- Filmfare Awards
  - 2019: "Best Male Debut"
- International Indian Film Academy Awards
  - 2019: "Star Debut of the Year – Male"
- Screen Awards
  - 2018: "Best Male Debut"
- Zee Cine Awards
  - 2019: "Best Male Debut"
- ETC Bollywood Business Awards
  - 2019: "Highest Grossing Debut Actor"
- International Bosphorous Film Festival
  - 2017: "Best Actor"
- Filmfare Glamour And Style Awards
  - 2018: "Emerging Face of Fashion (Male)"
- Nickelodeon Kids' Choice Awards
  - 2018: "New Kid on the Block"